# 妹尾賢俊
妹尾 賢俊（せのお ただとし、1973年10月 25日 ）は、日本の実業家。maneo創業者で、同社代表取締役社長として日本初のソーシャルレンディングサービスを手掛けた。退任後、Orbを共同創業し、同社取締役COOを経て、TRENDE代表取締役社長に就任。

## 人物・来歴
鹿児島県生まれ。1992年ラ・サール高等学校卒業。1997年一橋大学経済学部卒業、東京三菱銀行（現三菱UFJ銀行）入行。銀行では浅草橋支店配属を経て、本部でコーポレートファイナンスを担当するなどした。2000年タイ王国へ留学。2007年退社し、maneoを創業。同社代表取締役就任。日本初のソーシャルレンディングサービスを手掛けた。退任後、2014年に仲津正朗とブロックチェーンを利用するコイン・パス（のちのOrb）を設立し、同社取締役COOに就任。2017年東京電力ホールディングス新成長タスクフォース事務局勤務。2018年東京電力ホールディングスが設立したTRENDE代表取締役社長に就任。

## テレビ番組
- 日経スペシャル ガイアの夜明け “新マネー”でニッポン救え～生活守る“おカネのカタチ”（2009年3月24日、テレビ東京）[8]。- ソーシャルレンディングを取材。

## 著書
- 『みんなと幸せになるお金の使い方』（2012年12月24日、角川学芸出版）ISBN 9784046539076